# Lorenzo Servitje
Lorenzo Servitje Sendra  (Ciudad de México, 20 de noviembre de 1918-Ibidem, 3 de febrero de 2017), más conocido como Lorenzo Servitje, fue un empresario y filántropo mexicano, fundador de Grupo Bimbo.

## Biografía
Lorenzo Servitje Sendra nació el 20 de noviembre de 1918 en la Ciudad de México, hijo de los españoles de origen catalán Juan Servitje Torrallardona (que llegó a México en 1904 procedente de Ódena, Barcelona, y trabajó en una pastelería propiedad de la familia) y de Josefina Sendra Grimau (que arribó a México en 1914), y fue el mayor de cinco hermanos. En la década de los años 1920, el pan apenas comenzaba a figurar en el comercio del país, proveniente de los Estados Unidos. A finales de esa década, Juan Servitje fundó su propia pastelería, nombrada El Molino de Argentina, a partir de su experiencia laboral.
Lorenzo cursó sus estudios universitarios en la Universidad Nacional Autónoma de México (UNAM), donde se graduó como contador público. Lorenzo recién había cumplido 18 años de edad y cursaba la universidad, cuando su padre falleció el 15 de diciembre de 1936, hecho que cambiaría su vida y la de su familia. La pastelería El Molino era un punto de reunión familiar, todos llegaron a cocinar pan para la venta, o a atender a clientes o a administrar la logística de repartición del pan. Durante ese tiempo, fungió como el responsable del área de ventas de El Molino, hasta convertirse en su gerente. En su gestión, logró acrecentar el éxito de la compañía familiar, hasta convertirla en una de las más notables de la Ciudad de México. Lorenzo pudo haber adquirido su ambición a partir de la lectura de diversas revistas estadounidenses como Baker's Helper. En 1944, concibió la idea de abrir su propia panificadora por parte de su tío Jaime Sendra Grimau (que era el encargado del área de producción de la pastelería). Ese año contrajo matrimonio con Carmen Montull; con ayuda de su suegro (Daniel Montull Segura, nacido en Salsadella, España, y dueño de las empresas cerilleras "La Imperial" y "La Central" ) que les facilitó un local para la nueva panificadora, al año siguiente Lorenzo Servitje, su hermano Roberto y su cuñado y primo Jaime Jorba Sendra inauguraron la Panificadora Bimbo el 2 de diciembre de 1945. En sus inicios, la empresa contaba con 34 empleados y comercializaba cuatro tipos de productos (pan grande, chico, pan negro y pan tostado). Con el transcurso del tiempo, se le puso especial atención en la publicidad y la mercadotecnia de su empresa, y produjo un programa radiofónico donde promovía los productos de Bimbo con frases acompañadas de tonos musicales. Además, se crearon historietas protagonizadas por Bimbo, la mascota oficial y emblema de la compañía.
Años después de la fundación de la Panificadora Bimbo, encabezó el Grupo Industrial Bimbo, durante el período 1963-1993. Desde la década de los años 1990, formó parte del consejo de administración del mismo. Grupo Bimbo se considera la panificadora más grande del mundo. Desde 1965, ocupó numerosos cargos en distintas instituciones a nivel nacional, entre los cuales se incluye el de vicepresidente de la Cámara Nacional de Comercio de la Ciudad de México (1965) y del Consejo Coordinador Empresarial (1982-1985) y presidente del Consejo Nacional de la Publicidad (1986-1987) y de la Comisión de Estudios Sociales del Consejo Coordinador Empresarial (1986-1992), entre otros.
En 1999, obtuvo el galardón Tlamatini por parte de Fomento de Investigación y Cultura Superior, destinado a «[quienes] con su voluntad, quehacer y talento han realizado aportaciones importantes a la educación en nuestro país».
En varios medios se ha mencionado su labor filantrópica al frente de Grupo Bimbo, al promover la educación y contribuir con proyectos de reforestación, como el realizado en el 2008, cuando mandó sembrar 9,3 millones de árboles en un solo día. Participó en actividades políticas, y es pública su fe católica.[cita requerida]
Desde 2011 hasta su fallecimiento, fue Vicepresidente la Asociación Más Ciudadanía, la cual busca mejorar la calidad de participación ciudadana de los mexicanos en todos los órdenes de la vida pública, para reconstruir el tejido social a través de su  programa Currículum Ciudadano®, una herramienta digital con el objetivo de generar,  una conciencia sobre la calidad de participación ciudadana  en tres ámbitos: solidario (voluntariado y donativos), cívico y político.[cita requerida]
Lorenzo Servitje había participado en innumerables eventos, y en el 2013, recibió un homenaje a su trayectoria como líder ejemplar y por ser uno de los grandes empresarios mexicanos que cambiaron la forma de hacer negocios en México. Este reconocimiento fue otorgado por WOBI, durante el World Business Forum, donde Servitje dictó cátedra a empresarios sobre los valores y responsabilidades que tiene tanto con sus empresas, sus trabajadores y su comunidad.

## Muerte
Lorenzo Servitje murió el 3 de febrero de 2017 en la Ciudad de México a los 98 años de edad.

## Obras
Las obras de Lorenzo Servitje se caracterizan por un profundo sentido de responsabilidad social, inspirados en la Doctrina Social de la Iglesia.

### Libros
- 1981- La sociedad contemporánea y el empresario[11]
- 1984- Reflexiones y comentarios de un dirigente de empresa[12]

### Ensayos
- 1997- Una práctica cristiana de la empresa (en "La cuestión social", volumen 5, IMDOSOC, México)[13]

### De otros autores
- 2016- Al grano. Vida y visión de los fundadores de Bimbo[14]
- 2016-  100 Rebanadas de Sabiduría Empresarial.